# Фанг (язык)
Фанг (/'faŋ/) — африканский язык, язык народа фанг. Этот язык близко связан с языками бул и эвондо, распространённых в южном Камеруне. Это язык западной экваториальной Африки, на котором говорят в южной части Камеруна, Экваториальной Гвинее, северной части Габона и Конго. Он относится к северо-западной (бебоидной) подгруппе языковой группы банту бенуэ-конголезской семьи нигеро-конголезской макросемьи языков и принадлежит к подгруппе А70 (бети-фанг, эвондо-фанг) зоны А языков банту вместе с языками южного Камеруна: этон, эвондо, бебеле-бебил и булу(-бене).

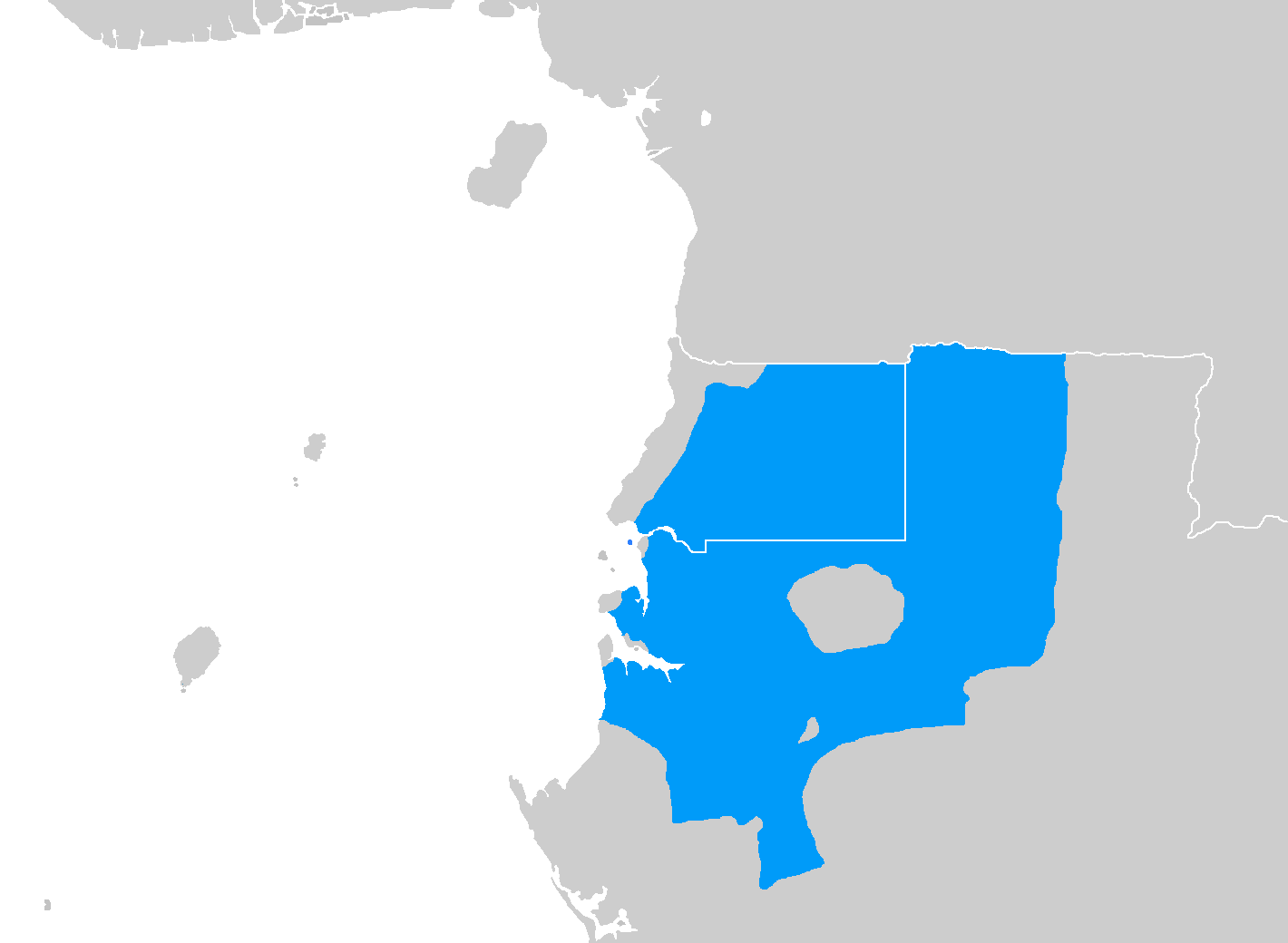
Ареал распространения языка фанг

## Генеалогическая и ареальная информация
Язык фанг принадлежит к северо-западной (бебоидной) подгруппе языковой группы банту бенуэ-конголезской семьи конго-кордофанской макросемьи языков. Он распространён в южной части Камеруна, Экваториальной Гвинее, северной части Габона и Конго.

## Социолингвистическая характеристика
Фанг — важный межнациональный язык западной экваториальной Африки, на котором говорят 1 080 000 человек. Из них 110 000 человек его используют в западном Камеруне, 575 000 человек в континентальной Экваториальной Гвинее, 373 000 человек в Габоне и 6000 человек в Конго. Он принадлежит к группе А70 языков банту вместе с языками южного Камеруна: этон (52 000 носителя), эвондо (578 000 носителя), бебеле-бебил (30 000 носителя) и булу(-бене) (174 000 носителя). Эти пять языков сильно взаимосвязаны — носители этих языков ощущают себя частью межэтнического общества, называемого bə̀-tí — «лорды».

## Письменность
Алфавит для языка фанг был разработан в 1995 году: A a, B b, C c, D d, E e, Ɛ ɛ, F f, G g, Gb gb, H h, I i, J j, K k, Kp kp, L l, M m, N n, Ñ ñ, Ŋ ŋ, O o, Ɔ ɔ, P p, R r, S s, T t, U u, V v, W w, Y y, Z z. В Экваториальной Гвинее используется другой вариант алфавита: A a, B b, D d, E e, F f, G g, I i, J j, K k, L l, M m, N n, Ñ ñ, Ŋ ŋ, O o, Ɔ ɔ, P p, R r, S s, T t, U u, V v, W w, Y y, Z z.

## Типологическая характеристика

### Тип (степень свободы) выражения грамматических значений
Языки банту относятся к языкам агглютинативного типа с рядом черт флективных языков. Глагольная морфология фанга довольно нетипична, она менее агглютинативна, чем другие языки семьи и протоязык. Глагол согласуется по лицу и числу с подлежащим, но согласование глагола с дополнением отсутствует, в отличие от восточных и южных банту языков. Также присутствуют элементы аналитизма. Часть значений времени, вида и наклонения выражается вспомогательными словами (например, сверхпрошедшее время фанг), а не аффиксами.
| mə̀mvá          | dʒǐ      |
| 1sg-HOD.P.IMPF | INF-есть |'Я ел'

### Характер границы между морфемами
Фанг является языком синтетического типа.

### Тип маркирования в именной группе и в предикации
- Именная группа

Зависимостное маркирование. Все зависимые слова согласуются с главным по классу.
| mísúd        | mímvú            | mî     |
| AU-4-чернота | IV.CON[9]-собака | IV.DEM |'эти черные собаки' 
| ǹsúd      | mvú               | wábôm         | mítómá   | múè    |
| 3-чернота | III.CON[9]-собака | III-PR-пугать | AU4-овца | IV-ваш |'Черная собака пугает ваших овец'
- Предикация

Зависимостное маркирование. Предикаты согласуются с главным словом (существительным) по классу.
| ǹsúd      | mvú               | wábôm         | mítómá   | múè    |
| 3-чернота | III.CON[9]-собака | III-PR-пугать | AU4-овца | IV-ваш |'Черная собака пугает ваших овец'
| bìvédè     | bómôtúâ            | bìvè         | bínə̂     | vá    |
| 8-краснота | VIII.CON[2]-машина | VIII--другой | VIII-COP | здесь |'Другие красные машины здесь'
| kón            | éběn      | édʒɔ̂     | dàwúîɲ        | kón            |
| [9]-привидение | IX-только | AU-IX.PP | IX-PR-убивать | [9]-привидение |'Только привидение убивает привидение'

### Тип ролевой кодировки
В языке фанг ролевая кодировка проявляется в местоименных и согласовательных показателях в глаголе. Глагол согласуется с агенсом одноместного предиката, пациенсом одноместного предиката и агенсом двухместного предиката; таким образом, ролевая кодировка аккузативная.
| mə̀mvá          | dʒǐ      |
| 1sg-HOD.P.IMPF | INF-есть |'Я ел'
| bìvédè     | bómôtúâ            | bìvè         | bínə̂     | vá    |
| 8-краснота | VIII.CON[2]-машина | VIII--другой | VIII-COP | здесь |'Другие красные машины здесь'
| ǹsúd      | mvú               | wábôm         | mítómá   | múè    |
| 3-чернота | III.CON[9]-собака | III-PR-пугать | AU4-овца | IV-ваш |'Черная собака пугает ваших овец'

### Базовый порядок слов
Порядок слов в большинстве языков — «субъект + предикат + объект» (SVO).
| kón            | éběn      | édʒɔ̂     | dàwúîɲ        | kón            |
| [9]-привидение | IX-только | AU-IX.PP | IX-PR-убивать | [9]-привидение |'Только привидение убивает привидение'

## Языковые особенности

### Фонетика и фонология
Фанг — тональный язык. В нем есть три тона: низкий, высокий и диссимилятивно высокий (восходяще-нисходящий и нисходяще-восходящий).
- dʒàŋ — "семья"
- dʒáŋ — "мимолетно" (идеофон)
- dʒâŋ — "исчезнуть, потеряться"
- dʒǎŋ — "рафия"

Фонологические особенности:
- назализованные гласные
- лабиовелярные [kp], [gb]
- в основном открытые слоги
- палатальные носовые на конце слова

### Морфосинтаксис
Морфологическая структура глагола состоит из цепочки аффиксов, выражающих различные категориальные значения. Категория актантных отношений представлена системой субъектно-объектных местоименно-глагольных согласовательных форм и деривативными формами (суффиксами) пассива, каузатива, аппликатива, нейтро-пассива, реципрока, реверсива. Аспектно-темпорально-таксисные формы полисемантичны, отсюда невозможность их однозначного описания. Для категории времени в ряде языков банту характерно наличие категории временной дистанции.
- Классы

Наиболее яркой типологической особенностью языка фанг, как и любого языка банту, является наличие системы классов имен существительных. Количество именных классов варьируется от 10 на западе до 20 на востоке и юге. Фанг (как и этон) имеет 10 классов. Каждый класс маркирован префиксами на существительных (контроллерах), местоимениях и финитных глаголах (цель). Большинство префиксов похожи друг на друга
| bílé     | bínɛ̂n        | bísə̂sə̀   | bí       | bínə̀     | é:byâm         |
| 8-дерево | VIII-большой | VIII-все | VIII.DEM | VIII-COP | AU-PN-VIII-мой |'Все эти большие деревья мои'
Обычно нечетные номера классов единственного числа, а четные — множественного. В языке фанг единственного числа классы под номерами 1, 3, 5, 7, 9, 11, а множественного — 2, 4, 5, 6, 8.
- Аугмент

Как и во многих других языках банту, в некоторых синтаксических конструкциях перед именем существительным ставится префикс, который называется аугмент. В языке фанг эта морфема имеет два алломорфа: é, который ставится перед согласными, и H — перед гласным, и добавляется к существительным, модифицированным демонстративом, порядковым числительным или относительной клаузой.
| émôd         | ănzù               |
| AU-1-человек | I-PR-REL-приходить |'человек, который приходит'
| Hábá       | dî    |
| AU-5-книга | V.DEM |'эта книга'
- Личные местоимения

Личные местоимения функционируют как комплементы глаголов, а в фокусных и топикальных конструкциях как субъекты.
Местоимения первого и второго лица имеют две формы: одна, которая возникает перед именем существительным или другим местоимением (называемым “non-final”) (4) и другая, которая наблюдается во всех остальных случаях (“final”) (5).
| wàvə́          | mə̂     | dʒé   |
| 2sg-PR-давать | 1sg.PP | 7-что |'Что ты мне даешь?'
| nyágâlè      | à:lóê        | mǎ     |
| 1-учить-CAUS | I-PR-звонить | 1sg.PP |'Учитель зовет меня'
- Прилагательные

Прилагательных очень мало. В северных диалектах языка фанг адъективный класс включает в себя только два слова: "маленький" и "большой". В некоторых других диалектах также встречаются такие слова, как "старый" и "плохой" в Atsi; "старый", "хороший", "плохой" в Mekeny. Для выражения других прилагательных используются существительные.
| mísúd        | mímvú            | mî     |
| AU-4-чернота | IV.CON[9]-собака | IV.DEM |'эти черные собаки'
Важно заметить, что вершиной именной группы является именно заменяющее прилагательное имя существительное.
- Наречия

В языке фанг мало наречий, однако очень много идеофонов. Они включают в себя сотни элементов, большинство которых выражают впечатление от конкретного чувства восприятия (звук, цвет, яркость, форма, движение и т. д.). Например, bə̀b bə̀b bə̀b — быстро.

## Сокращения
AU = аугмент; CAUS = каузатив; COP = копула; CON = соединяющая морфема; DEM = демонстрантив; HOD.P = сверхпрошедшее время; IMPF = imperfective; INF = infinitive; PN = прономинализатор; PP = личное местоимение; PR = настоящее время; REL = относительная форма глагола.